# 北新町 (大阪市)
北新町（きたしんまち）は、大阪府大阪市中央区の町名。丁番を持たない単独町名である。

## 地理
大阪市中央区の北部に位置。北から西は糸屋町、南は南新町、東は谷町二丁目とそれぞれ接する。地下鉄谷町線の天満橋駅と谷町四丁目駅の中間に位置し、オフィス街を形成する。

## 歴史
1872年（明治5年）に北新町1 - 3丁目、内骨屋町の中部、与左衛門町の南部を統合し、北新町1 - 2丁目に再編された。1989年（平成元年）に中大江公園と大阪市立中大江小学校の敷地がまたがっていた2丁目が糸屋町に編入され、残余の1丁目が北新町に改称された。

## 世帯数と人口
2019年（平成31年）3月31日現在の世帯数と人口は以下の通りである。
| 町丁   | 世帯数  | 人口  |
| ------ | ------- | ----- |
| 北新町 | 107世帯 | 165人 |

### 人口の変遷
国勢調査による人口の推移。
| 1995年（平成7年）  | 99人  | [ 5 ] |  |
| 2000年（平成12年） | 139人 | [ 6 ] |  |
| 2005年（平成17年） | 121人 | [ 7 ] |  |
| 2010年（平成22年） | 136人 | [ 8 ] |  |
| 2015年（平成27年） | 126人 | [ 9 ] |  |

### 世帯数の変遷
国勢調査による世帯数の推移。
| 1995年（平成7年）  | 38世帯 | [ 5 ] |  |
| 2000年（平成12年） | 60世帯 | [ 6 ] |  |
| 2005年（平成17年） | 63世帯 | [ 7 ] |  |
| 2010年（平成22年） | 70世帯 | [ 8 ] |  |
| 2015年（平成27年） | 70世帯 | [ 9 ] |  |

## 事業所
2016年（平成28年）現在の経済センサス調査による事業所数と従業員数は以下の通りである。
| 町丁   | 事業所数 | 従業員数 |
| ------ | -------- | -------- |
| 北新町 | 54事業所 | 351人    |

## 施設
- アクラス
- 大阪土地家屋調査士会館
- ビジネスイン谷町

## 交通

### 鉄道
- 最寄り駅は大阪市高速電気軌道の天満橋駅および谷町四丁目駅。

## その他

### 日本郵便
- 〒540-0023[3]（集配局：大阪東郵便局[11]）